# Styrax trichostemon
Styrax trichostemon är en storaxväxtart som beskrevs av P.W.Fritsch. Styrax trichostemon ingår i släktet Styrax och familjen storaxväxter. Inga underarter finns listade i Catalogue of Life.